# حالة حوض الاستحمام في منزلي
حالة حوض الاستحمام في منزلي (باليابانية: オレん家のフロ事情، بالروماجي: Orenchi no Furo Jijō) هي سلسلة مانغا يابانية من تأليف ورسم إيتوكيتشي. نشرت من قبل ميديا فاكتوري في مجلة غيني كوميك الشهرية [الإنجليزية]، منذ عام 2011. أنتجت إلى مسلسل أنمي تلفزيوني من فبل استوديو أساهي برودكشن، عرض في 6 أكتوبر عام 2014 واستمر عرضة حتى 29 ديسمبر عام 2014، وتكون من 13 حلقة.

## القصة
تدور أحداث القصة عن تاتسومي، هو طالب
في المدرسة الثانوية، يعيش في المنزل بمفرده، وينتقل حوري بحر اسمه واكاسا للعيش في حوض الاستحمام في منزل تاتسومي.

## الشخصيات
تاتسومي (باليابانية: 龍己، بالروماجي: Tatsumi)
أداء صوتي: نوبوناغا شيمازاكي
واكاسا (باليابانية: 若狭، بالروماجي: Wakasa)
أداء صوتي: يويتشيرو أوميهارا
تاكاسو (باليابانية: 鷹巣، بالروماجي: Takasu)
أداء صوتي: تاتسوهيسا سوزوكي
كاسومي (باليابانية: 霞، بالروماجي: Kasumi)
أداء صوتي: إيبوكي كيدو
ميكوني (باليابانية: 三国، بالروماجي: Mikuni)
أداء صوتي: ناتسوكي هاناي
ماكي (باليابانية: 真木، بالروماجي: Maki)
أداء صوتي: كينجيرو تسودا
أغاري (باليابانية: 安賀里، بالروماجي: Agari)
غورومارو (باليابانية: 五郎丸، بالروماجي: Gorōmaru)
سوسوكي (باليابانية: 聡介، بالروماجي: Sōsuke)
داك تشان (باليابانية: アヒルちゃん، بالروماجي: Ahiru-chan)
أداء صوتي: يوشيهيسا كاواهارا

## وصلات خارجية
- موقع الأنمي الرسمي باللغة اليابانية
- حالة حوض الاستحمام في منزلي على موقع ANN manga (الإنجليزية)